# Молчание (сериал)
«Молчание» (хорв. Šutnja, укр. Зломовчання) — детективный, драматический, криминальный телесериал совместного производства Хорватии и Украины, созданный в 2021 году хорватским режиссёром Далибором Матаничем по мотивам роман Драго Хедла «Избирательное молчание».

## История создания
Сериал является экранизацией романа «Избирательное молчания», который входит в серию бестселлеров «Славянская трилогия» хорватского писателя и журналиста Драго Хэдли. В романе автор объединил детали своего журналистского расследования о сексуальном рабстве в хорватском городе Осиек в начале 2010-х годов с детективным сюжетом. Журналист обнаружил, что хорватские бизнесмены и политики занимались сексом с несовершеннолетними девушками из детского дома. Этот скандал имел широкий резонанс, но полиция заявила, что это дело было сфабриковано. Хедли убежден, что расследование остановили под давлением коррумпированных политиков.
Сценарист Марьян Альчевски сделал акцент на теме рабства в современном мире. Он увеличил количество эпизодов, которые происходят в Киеве. Создатели «Зломовчання» заявили, что в случае успеха сериала, будут экранизированы и последующие части трилогии.
Над созданием фильма работали украинская компания Star Media, хорватский Drugi Plan и немецкий дистрибьютор Beta Film. Съемки продолжались в течение 18 дней в Киеве и 38 дней в Осиеке. В частности, в Киеве съемки проходили вблизи Владимирского собора, различных станций Киевского метрополитена, на улицах Сагайдачного и Крещатик, в двориках в центре города, возле небоскреба «Парус», на Рыбальском острове. 60 — 70 % сцен в сериале снято на хорватском языке, остальные — на украинском и русском.

## Сюжет
Действие фильма происходит в наши дни в Хорватии и Украине. Киевлянка Ольга узнает, что при неизвестных обстоятельствах исчезает её племянница-подросток. Главная героиня отправляется на её поиски. Расследование приводит Ольгу в небольшой хорватский город Осиек. Там она знакомится с местным полицейским Владимиром и журналистом Стрибором. Втроем они расследуют ряд других подобных исчезновений девушек-подростков. В результате они выходят на след мафии, которая похищает украинских девушек и продаёт их в сексуальное рабство в Европе, а также занимается контрабандой оружия. Трое главных героев пытаются отстоять правду и бросают вызов международной криминальной организации.

## Актёрский состав
| Актёр                    | Персонаж                           | Страна   |               |                                                  |         |
| ------------------------ | ---------------------------------- | -------- | ------------- | ------------------------------------------------ | ------- |
| Актёр                    | Персонаж                           | Страна   | Ксения Мишина | Ольга руководитель фонда Romanchenko foundations | Украина |
| Дарко Милас              | Владимир, частный детектив         | Хорватия |               |                                                  |         |
| Горан Богдан             | журналист Стрибор                  | Хорватия |               |                                                  |         |
| Ирина Веренич-Островская | Алина, сестра Ольги                | Украина  |               |                                                  |         |
| Виктор Сарайкин          | охранник Ольги                     | Украина  |               |                                                  |         |
| Андрей Исаенко           | Сергей, директор фонда Romanchenko | Украина  |               |                                                  |         |
| Петр Ниньовський         | фотограф Виктор                    | Украина  |               |                                                  |         |

## Резонанс
По словам режиссёра Далибора Матанич, параллельно со съемками сериала в Осиеке, проходили местные выборы. Когда в городе стало известно о сюжете фильма, один из кандидатов на выборах снял свою кандидатуру.
«Наверное, он подумал, что его кандидатура может открыть вопрос о том, чем он занимался, когда я писал об этих ужасных событиях. Ведь именно он был одним из тех, кто был причастен к сексуальной эксплуатации несовершеннолетних девушек в возрасте от 12 до 14 лет в приюте Осиека…» — прокомментировал Драго Хэдл.

## Премьера
Релиз сериала на Украине запланирован на декабрь 2021 на онлайн-сервисе OLL.TV. В Хорватии премьера сериала запланирована на телеканале HRT.